# Groß Friedrichsburg

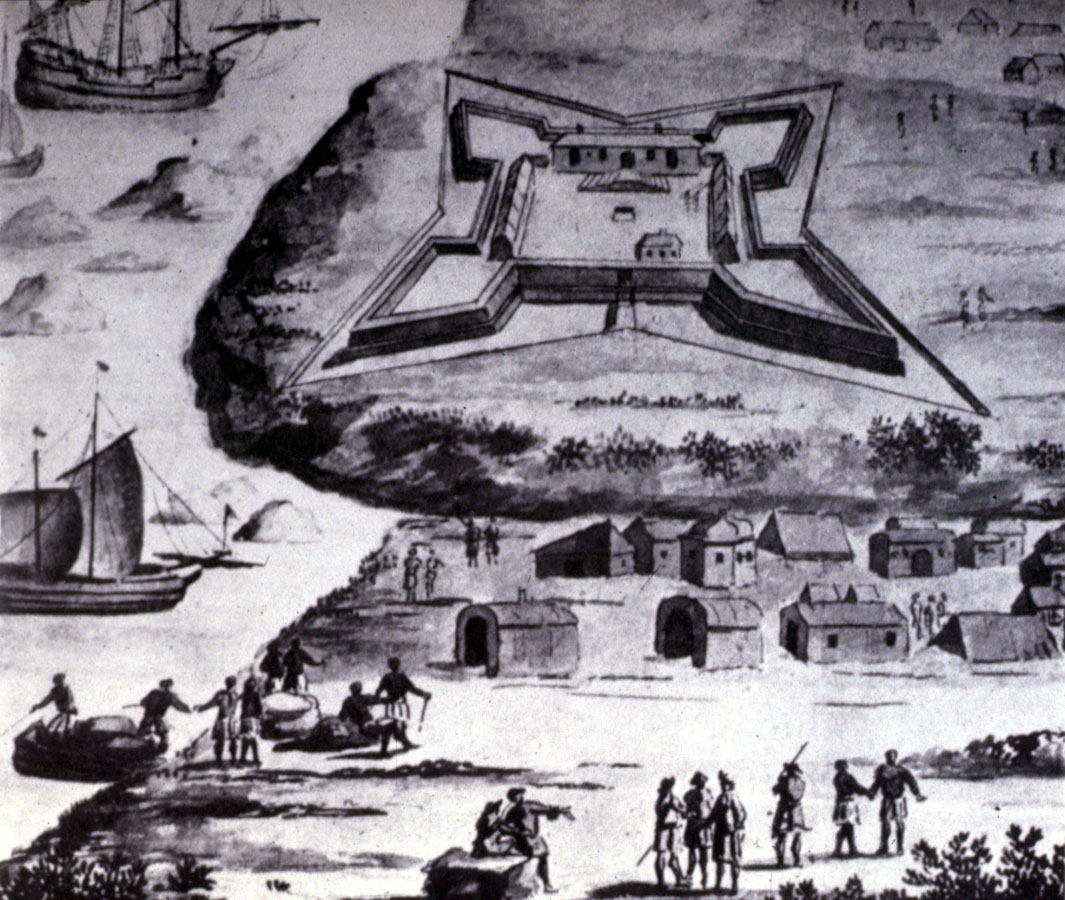
Groß Friedrichsburg.

Groß Friedrichsburg byla braniborská pevnost v oblasti dnešní Ghany, která sloužila jako záchytný bod braniborské koloniální sítě. Základní kámen pevnosti byl položen 1. ledna 1683. Byla postavena z cihel a měla 44 kanónů. V roce 1716 poslední braniborský zástupce předal pevnost domorodému náčelníkovi Jeanovi Cunnymu. Ten udržoval pruskou vládu nad pevností, dokud nebyl v roce 1725 poražen Nizozemci. Po dobytí Groß Friedrichsburku Nizozemci obsazenou pevnost opustili a zanechali ji svému osudu.